# Келасури (Гульрипшский район, Мачара)
Келасури или Кяласур, Кялашир (абх. Кьалашәыр, груз. კელასური) — село в Абхазии, в Гулрыпшском районе частично признанной Республики Абхазия, согласно административному делению Грузии — в Гульрипшском муниципалитете Абхазской Автономной Республики, на берегу Чёрного моря, у впадения в него реки Кяласур (Кялашир). К северо-западу находится село Тхубун (Гульрипшского района) и город Сухум с селом Кялашир (Сухумского района), к юго-востоку — село Мачара и пгт Гулрыпш.

## Население
В 1959 году в селе Келасури жило 918 человек, в основном армяне (в Мачарском сельсовете в целом — 4209 человек, в основном армяне, грузины и русские). В 1989 году в селе жило 1106 человек, в основном грузины и армяне.